# 마쓰모토 유키 (축구 선수)
마쓰모토 유키(일본어: 松本 祐樹, 1989년 1월 22일 ~ )는 일본의 축구 선수이다.

## 구단 경력
과거 SC 사가미하라에서 활동하였다.